# Body Language (singel Queen)
Body Language – piosenka brytyjskiego zespołu Queen wydana w 1982 roku na singlu, który promował album Hot Space (1982). Autorem utworu jest wokalista zespołu, Freddie Mercury. Na stronie B singla umieszczono piosenkę „Life Is Real”.